# Museu Sorolla
O Museu Sorolla é um museu em Madrid (Espanha), criado a pedido da viúva do pintor Joaquín Sorolla, Clotilde García del Castillo, que em 1925, deixou em testamento todos os seus bens ao Estado espanhol para fundação de um museu em memória do seu marido . Em 28 de março de 1931 foi aceite o legado da viúva do pintor. O Museu ocupa a antiga casa do pintor e foi inaugurado em 1932.
Joaquín Sorolla García, único varão descendente do casal, foi o primeiro diretor do Museu até à sua morte em 1948. Legou novos fundos ao Estado, os quais foram aceites em 1951. A coleção foi sendo completada posteriormente com diversas compras.
Desde 1973 o Museu é estatal e depende do Ministério da Cultura espanhol.
A coleção é composta na sua maioria por um grande número de objetos que o autor teve em vida, e que se dividem em três categorias distintas: escultura, cerâmica e pintura (sobretudo esta última). Estes objetos foram doados ao Estado Espanhol. 